# Iota1 Librae
Iota1 Librae (ι1 Lib / 24 Librae / HD 134759) es un sistema estelar de magnitud aparente +4,54 situado la constelación de Libra. Se encuentra a una distancia de 376 años luz del sistema solar.
Anteriormente clasificada como estrella A peculiar con un alto contenido en silicio, Iota1 Librae está hoy catalogada como una binaria espectroscópica de clase B9Vp. Las dos componentes, denominadas Iota1 Librae Aa e Iota1 Librae Ab, son estrellas blanco-azuladas de la secuencia principal de tipo B9 con una temperatura estimada de 11.000 K, cuyas luminosidades son 149 y 94 veces mayores que la del Sol. Sus masas respectivas son 3,1 y 2,9 veces mayores que la masa solar.
El período orbital de esta binaria es de 23,469 años, siendo la separación media 14,9 UA, la mitad de la distancia entre Saturno y el Sol.
La órbita es moderadamente excéntrica, lo que hace que la separación entre ellas varíe entre 11,3 y 18,6 UA; el próximo periastro tendrá lugar en 2018.
A poco menos de un minuto de arco se encuentra otra binaria, cuyas componentes reciben los nombres de Iota1 Librae B (de magnitud 10) e Iota1 Librae C (de magnitud 11).
Son dos enanas amarillas de tipo G4 y G8. Están separadas entre sí 230 UA y su período orbital debe ser de al menos 2700 años. Compañeras reales de la binaria Aa/Ab, el par de estrellas amarillas está separado del par de estrellas blanco-azuladas al menos 6600 UA.